# Rikarda
A Rikarda a Richárd férfinév olasz és spanyol eredetű női párja.

## Rokon nevek
- Rika:[1] a németben és más nyelvekben a Rikarda valamint a Friderika, Erika és Ulrika önállósult beceneve.[2]

## Gyakorisága
Az 1990-es években a Rikarda és a Rika szórványos név, a 2000-es években nem szerepelnek a 100 leggyakoribb női név között.

## Névnapok
Rikarda
- szeptember 18.[2]
- szeptember 25.[2]

Rika
- szeptember 25.[2]